# Conches-en-Ouche
Conches-en-Ouche är en kommun i departementet Eure i regionen Normandie i norra Frankrike. Kommunen ligger i kantonen Conches-en-Ouche som tillhör arrondissementet Évreux. År 2022 hade Conches-en-Ouche 4 860 invånare.

## Befolkningsutveckling
Antalet invånare i kommunen Conches-en-Ouche
Referens:INSEE